# Wapen van Purmerend

Wapen van Purmerend.

Het wapen van Purmerend heeft in de loop van der tijd meerdere versies gekend. Het eerste wapen van de stad had op het schild een sloep met drie mannen aan de riemen en een vierde aan het roer. Op het schip stond een wimpel met daarop drie eggen (weerhaken). Deze drie eggen waren onderdeel van het wapen van Willem Eggert, heer van Purmerend. Hij had de feodale rechten over Purmerend gekregen van graaf Willem VI.
Dit wapen werd na 1515 omkranst met twee leeuwen als schildhouders. Na 1752 bestond het wapen alleen nog uit de drie eggen.
In 1815 werd het huidige wapen door de toenmalige burgemeester voorgedragen bij de Hoge Raad van Adel om als officieel wapen van Purmerend te mogen gaan dienen. Het wapen werd op 26 juni 1816 bevestigd als stadswapen.
Een elektrische locomotief van de Nederlandse Spoorwegen van de serie 1700 met nummer 1731 had op de zijkanten het wapen van Purmerend. Deze locomotief is in 1993 in gebruik genomen en werd rond 2010 uit de dienstregeling gehaald.

## Blazoen
De blazoenering van het wapen van Purmerend luidt als volgt:
Van sabel, beladen met 3 weerhaken van zilver; het schild gedekt met een goude kroon en ter weerskanten vastgehouden door een staande leeuw.
Dit betekent dat het wapen een zwarte achtergrond heeft en dat op het schild een kroon staat, deze heeft 5 bladen en 4 parels tussen de bladen, en aan beide zijden van het schild staat een leeuw in natuurlijke kleur.